# Интрада
Интра́да (итал. intrada, entrata, исп. entrada, фр. entrée, англ. entry, дословно — «вступление») — небольшая инструментальная музыкальная пьеса, обычно служащая вступлением к какой-либо торжественной церемонии или музыкальному произведению.
Интрада получила наибольшее распространение в XVI—XVIII веках. Известны несколько типов интрады:
- интрады типа марша с фанфарами (к торжественным выходам высоких персон);
- интрады, близкие к паване (к различным торжествам);
- интрады, изложенные в виде быстрого танца (к танцевальным увеселениям).

В XVII веке интрада вошла в инструментальную сюиту. Иногда название интрада давали своим произведениям композиторы в XIX—XX веках.